# ماجد عرسان الكيلاني
ماجد عرسان الكيلاني (1932 - 24 أكتوبر 2015)، مفكر ومؤرخ وتربوي من الأردن.

## سيرته
ماجد عرسان الكيلاني، من الأسرة الكيلانية "فرع الربابعة_الأردن" التي ترجع بنسبها للشيخ عبد القادر الجيلاني" الحسني ، ولد في الأردن عام 1351 هـ / 1932م، حاصل على شهادة ماجستير في التاريخ الإسلامي من الجامعة الأمريكية في بيروت، وشهادة ماجستير في التربية من الجامعة الأردنية، وشهادة دكتوراه في التربية من جامعة بتسبرغ في بنسلفانيا في الولايات المتحدة الأمريكية، مؤلف كتاب هكذا ظهر جيل صلاح الدين وهكذا عادت القدس.

## آراؤه وأفكاره
من أهم منجزاته الفكرية كتابه «الشهير» (هكذا ظهر جيل صلاح الدين وهكذا عادت القدس)، الذي ألفه سنة 1993م، ويقول في المقدمة: إن هذا الكتاب دعوة إلى إعادة قراءة تاريخنا واستلهام نماذجه الناجحة، ودعوة إلى فقه سنن التغيير وكيف ان ظاهرة صلاح الدين ليست ظاهرة بطولة فردية خارقة ولكنها خاتمة ونهاية ونتيجة مقدرة لعوامل التجديد ولجهود الأمة المجتهدة، وهي ثمرة مائة عام من محاولات التجديد والإصلاح. وبذلك فهي نموذج قابل للتكرار في كل العصور.
هذا الكتاب هو فاتحة سلسلة جديدة عن حركات الإصلاح في تاريخ الامة الإسلامية. وهو يتعرض أولا للتكوين الفكري للمجتمع الإسلامي قبل الحروب الصليبية، وآثار اضطراب الحياة الفكرية على الحياة الاقتصادية والاجتماعية والسياسية في ذلك الوقت، ثم يتحدث عن مراحل الإصلاح فيبدا بالمحاولات السياسية للإصلاح ويخص منها دور الوزير في نظام الملك ثم مشروعات التجديد والإصلاح الفكرية والتربوية، ويستعرض منها أدوار عدد غير قليل من الائمة المصلحين كالإمام أبو حامد الغزالي، وعبد القادر الكيلاني، وعدي بن مسافر، ورسلان الجعبري، وعثمان بن مرزوق القرشي، ويبين الآثار العامة لهذه المحاولات والمشروعات الإصلاحية، ويحلل هذه الآثار ويقومها، ويخرج في النهاية بقوانين وسنن تأريخية مع بيان تطبيقاتها المعاصرة في الأمة الإسلامية.
وفي تقييمه لكتاب جغرافية الباز الأشهب، لتلميذه جمال الدين فالح الكيلاني، والمنشور في المملكة المغربية، يدعم ماجد عرسان الكيلاني، موقف صاحب الدراسة المذكورة من كون الشيخ عبد القادر الجيلاني من ولادة جيلان (العراق) قرب المدائن في العراق، وفي خطوة جادة منه لتشجيع طلابه على كتابة صياغات معاصرة للتاريخ الإسلامي والذي كانت كتبه مثالا حيا لهذا الخط الذي تبناه عدد من المؤرخين المعاصرين. وفي حوار أجرته مجلة الإصلاح الصادرة في دولة الإمارات العربية المتحدة مع الدكتور ماجد عرسان الكيلاني، والذي استهل الكاتب مقاله بأن الهموم والشجون التي يثيرها الحديث عن الفكر، وعن واقع الثقافة العربية الإسلامية عامة كثيرة، ولكن أيضاً كثرت الأحاديث والكتابات، وكل منها له تفسيره وتحليله ونعوته والتساؤل هو: هل يوجد أزمة فكرية؟ أم هناك انفصام بين الواقع والفكر حيث راح كل منهما في اغترابه ونأى بنفسه؟! فكان الجواب من وجهة نظر الدكتور«ماجد الكيلاني» بأنه ليست هناك أزمة فكر ولا أزمة مجتمع وإنما ببساطة لا يوجد ما يكفي من المفكرين في حين مازال المجتمع يغط في نوم عميق بمنطقة «الغياب الاجتماعي» ولم تتجاوز طلائعه بعد حدود«الحس الاجتماعي» أو العبور النصفي للوعي، وعن الدعوات الفكرية الأخرى، وتحديداً التيارات القومية واليسارية التي لاقت فرصاً كثيرة، دون حصاد كبير؟! أجاب الكيلاني موضحاً بأنه يجب أن يكون تقويمنا لظاهرة التيارات القومية أو اليسارية تقويماً تشخيصياً لا تقويم المتشفي في ما لحق ببرامجهم من انتكاسات فهم أولاً أبناء الأمة وعنصر من عناصر الثروة البشرية وهم كانوا يمثلون مرحلة الحس الاجتماعي أو الوعي الساذج. ومعروف أن من خصائص هذه المرحلة التقليد، إما تقليد الماضي أو تقليد المجتمعات الأخرى، فهم قلدوا المجتمعات الأخرى، وما هو مطلوب اليوم هو أن تُستثمر كافة العناصر لدينا وأتوجه بشكل خاص هنا إلى العاملين في الحقل الإسلامي بعدم التشفي بفشل الفكر القومي مثلاً، وإنما أن ينطلقوا من أن هؤلاء اجتهدوا وأخلصوا لأمتهم وإن أخطأوا الطريق لأن الهدف هو بناء جسور نحو المستقبل تضم جهود الجميع وطاقاتهم واستثمار تجاربهم، وذلك عن طريق ما سماه القرآن التزكية «هو الذي بعث في الأميين رسولاً من أنفسهم يتلو عليهم آياته ويزكيهم».

## أعماله
1. هكذا ظهر جيل صلاح الدين وهكذا عادت القدس.
2. الفكر التربوي عند ابن تيمية (رسالة الدكتوراه).
3. أهداف التربية الإسلامية.
4. مقومات الشخصية المسلمة.
5. الأمة المسلمة.
6. فلسفة التربية الإسلامية.
7. رسالة المسجد.
8. حياة الإنسان في العالم العربي.
9. التربية والمستقبل في المجتمعات الإسلامية.
10. الخطر الصهيوني على العالم الإسلامي.
11. أهداف التربية الإسلامية.
12. تقييم كتاب جغرافية الباز الآشهب.
13. صناعة القرار الأمريكي.
14. أصول العقل الأمريكي وتطبيقاته الاقتصادية والسياسية والعسكرية.
15. الدور اليهودي في التربية المعاصرة.[11]
16. تطور مفهوم النظرية التربوية الإسلامية.

## من أقواله
- “ إن فترات القوة والمنعة في التأريخ الاسلامي انما ولدت حين تزاوج عنصران: الإخلاص في الارادة، والصواب في التفكير والعمل، فإن غاب أحدهما عن الآخر فلا فائدة من الجهود التي تبذل والتضحيات التي تقدم ”.
- “ السلوك الإنساني هو قصد وحرك، وإن القصد يتجسد في الفكر والإرادة، والحركة تتجسد في التعبير والممارسات العملية ”.
- “ ولقد أثبت التاريخ والاجتماع الإنساني ان الفضائل البشرية توجد مجتمعةً والرذائل توجد مجتمعةً كذلك.[3] ”
- “ الجامعات في أمريكا وأوروبا وإسرائيل لا تبحث عن العلم من أجل العلم، ولا تبحث عن المعرفة من أجل الارتقاء بمكانة الإنسان الاجتماعية وشبكة علاقاته بالمنشأ والحياة والمصير، وإنما هم هنالك يبحثون عن المعرفة والعمل باعتبارهما عنصراً من عناصر القوة اللازمة للنجاح في عملية الصراع الدولي ”.
- “ مع أن الإسلام هو العلاج المؤدي إلى صحة المجتمعات وقيام الحضارات الراقية، إلا أن الإسلام لا يؤدي هذا الدور الحضاري إلا إذا تولى (فقهه) أصحاب العقول النيرة والإرادات العازمة النبيلة ”.
- “ إن الفلسفة التاريخية تقوم على مبدأ هام وهو أن كل مجتمع يتكون من ثلاث مكونات: الافكار، والأشخاص، والأشياء، وان المجتمع يكون في أوج صحته وعافيته حين يدور الأشخاص والأشياء في فلك الأفكار الصائبة ولكن المرض يصيب المجتمع حين تدور الأفكار والأشياء في فلك الأشخاص، وينتهي المجتمع إلى حالة الوفاة حين يدور الافكار والأشخاص في فلك الأشياء ”.
- “ الطفل الذي يعيش في أجواء الأمن يتعلم الثقة بالنفس ”.[11]

## جوائز وتكريمات
حصل الدكتور ماجد الكيلاني على العديد من الجوائز والتكريمات ومن دول عربية واسلامية وغير اسلامية وكان اخرها حصوله على الجائزة العالمية المسماة: "جائزة الفارابي العالمية للعلوم الإنسانية والدراسات الإسلامية في دورتها الأولى بعد أن رشحت عدة جامعات عربية واسلامية الدكتور الكيلاني لهذه الجائزة عن كتابه الذي يحمل عنوان "فلسفة التربية الإسلامية، دراسة مقارنة بين فلسفة التربية الإسلامية والفلسفات التربوية المعاصرة".
ووصف المشرفون على تنظيم المسابقة بحث الدكتور الكيلاني بأنه دراسة علمية لم يصدر مثلها منذ 800 عام في العلوم الإسلامية، ذلك انها وضعت الأساس العلمي والتربوي لبناء نظم تعليمية لها طابع مميز ويبرز العطاء الإنساني والتطور الراقي الذي تقدمه الرسالة الإسلامية للعالم في العصر الحديث الذي تنهار فيه النظم التربوية وتبرز الحاجة إلى أنظمة بديلة.

## وفاته
توفي السبت، 24 أكتوبر 2015، عن عمر يناهز 83 عاماً في مسقط رأسه ببلدة الشجرة في مدينة الرمثا.

## مقابلة مصورة فريدة
- حديث الذكريات مع د. ماجد الكيلاني

## صفحات ذات صلة
- هكذا ظهر جيل صلاح الدين (كتاب)
- جغرافية الباز الأشهب (كتاب).
- إحياء علوم الدين.
- الحكم العطائية.